# Göttingische Gelehrte Anzeigen
Göttingische Gelehrte Anzeigen è una rivista letteraria e di recensioni critiche ed è considerata la più antica rivista scientifica di lingua tedesca ancora attiva negli anni duemila. Nell'ambito del periodico, gli scienziati esaminano criticamente la produzione scientifica contemporanea.

## Storia
Il primo numero fu pubblicato nel 1739 col titolo di Göttingische Zeitung(en) von gelehrten Sachen. Nel 1747, il medico Albrecht von Haller fu nominato direttore scientifico del periodico, che dal 1753 iniziò ad essere l'organo dell'Accademia delle scienze di Gottinga, fondata due anni prima. Fino al 1851, il titolo fu Göttingische Anzeigen von gelehrten Sachen.
Nel 1752, la titolarità fu trasferita alla casa editrice Vandenhoeck & Ruprecht, che modificò il titolo in Göttingische Gelehrte Anzeigen. Le pubblicazioni proseguirono regolarmente fino al XXI secolo, senza soluzione di continuità, ad eccezione degli anni dal 1896 al 1935 durante i quali fu curata dall'editore berlinese Weidmann. Alcune interruzioni si verificarono anche tra il 1944 e il 1953, nel 1960 e nel 1961.
Dal 1802, a Gottinga è pubblicata anche la rivista di botanica Göttingische gelehrte Anzeigen unter der Augsicht der Königl (ISSN: 0017-1549)., abbreviata come ött. Gel. Anz.
Nel 2008, in occasione del 260º anniversario dalla nascita, fu ripristinata la linea editoriale storica, di tipo universalistico e interdisciplinare: furono così reintrodotte le recensioni della più recente bibliografia diffusa nell'ambito delle scienze politiche, delle scienze economiche e delle altre scienze rilevanti per le discipline umanistiche.